# Lijst van politieke partijen in Cuba
Dit is een lijst van politieke partijen in Cuba. Het is geen enkele partij toegestaan om campagne te voeren of kandidaten te ondersteunen voor verkiezingen, inclusief de Communistische Partij. De kandidaten worden gekozen op individuele basis met een referendum zonder formele partijbetrokkenheid.
- Communistische Partij van Cuba (Partido Comunista de Cuba)
- Cubaanse Liberale Beweging (Partido Liberal Nacional de Cuba)
- Cubaanse Liberale Unie (Unión Liberal Cubana, lid LI)
- Christendemocratische Partij van Cuba (Partido Demócrata Cristiano de Cuba)
- Cubaanse Democratische Socialistische Standaard (Corriente Socialista Democratica Cubana)
- Democratisch Sociaal-Revolutionaire Partij van Cuba (Partido Social-Revolucionario Democrático de Cuba)
- Democratische Partij van Solidariteit (Partido Solidaridad Democrática, lid LI)
- Liberale Partij van Cuba (Partido Liberal de Cuba, observator LI)
- Sociaaldemocratische Coördinatie van Cuba (Coordinadora Social Demócrata de Cuba)
- Orthodoxe Renovatie Partij (Partido Cubano de Renovación Ortodoxa)